# Antonio Basso (generale)
Antonio Basso (Napoli, 27 giugno 1881 – Roma, 2 ottobre 1958) è stato un generale italiano.

## Biografia
Frequentò il collegio militare di Napoli (1892-1897) ed uscì dall'Accademia Militare di Modena con il grado di sottotenente di Artiglieria del Regio Esercito nel 1900.
Tenente della V brigata di artiglieria da fortezza e successivamente nel 3º reggimento artiglieria da fortezza e 10º reggimento artiglieria da campagna di Caserta (1902-1911). Capitano nel 24º reggimento artiglieria da campagna (1912). Combattente della prima guerra mondiale, quale comandante di batteria ed aiutante maggiore al 24º reggimento. Nella specialità dei Bombardieri, Basso divenne comandante del XXX gruppo, dove ottenne due medaglie di bronzo al V.M. e la promozione a maggiore per meriti di guerra. Infine, tenente colonnello comandante di gruppo di artiglieria da montagna (1918).
Basso poi divenne capo ufficio presso il comando artiglieria di Napoli (1919). Capo ufficio presso il comando artiglieria di Palermo (XII corpo d'armata) e comandante di gruppo presso il 22º reggimento artiglieria da campagna (1919-1926). Comandante, dal 1927 al 1931, del 2º reggimento artiglieria da campagna di Pesaro e successivamente dell'artiglieria del II corpo d'armata di Alessandria (1932-1935).
Nel giugno 1935, Basso divenne generale di brigata e nel 1936 comandante della Regia Scuola di Applicazione delle Armi di Artiglieria e Genio, fino al 1938. Nell'aprile 1938 fu nominato generale di divisione e assegnato al ministero della guerra, quale direttore generale di artiglieria sino al 1940.

### Nella seconda guerra mondiale
Dal 6 novembre 1940, (già promosso generale di corpo d'armata) fu nominato comandante del XIII Corpo d'armata in Sardegna, a Cagliari, dove lavorò alacremente per adeguarne le difese, soprattutto costiere.
Nel maggio 1943, elevato al rango di comandante d'armata, il generale Basso divenne anche commissario civile dell'intera Regione, con l'istituzione del Comando FF. AA. della Sardegna con sede a Bortigali (NU) presso un grosso edificio scolastico: si trattava del concentramento ormai di due corpi d'armata, il XIII (gen. Gustavo Reisoli-Matthieu con sede a Nuraminis) nella parte meridionale dell'isola, e il XXX (gen. Giangiacomo Castagna con sede a Sassari), nella parte settentrionale, per un complesso di 130.000 uomini, compresi nelle divisioni fanteria Nembo (gen. Ercole Ronco), Bari (gen. Ismaele di Nisio), Calabria (gen. Giovanni Casula) e Sabauda (gen. Giovanni Battista Zenati), nelle divisioni costiere 203ª (gen. Adolfo Sardi), 204ª (gen. Manlio Mora) e 205ª (gen. Giovanni Manildo), nelle brigate costiere IV (gen. Egisto del Panta) e XXXIII (gen. Carlo Vittorio de Benedetti), nel raggruppamento motocorazzato (gen. Giovanni Maria Scalabrino), nella 5ª legione della Milizia Artiglieria Marittima e nel 19º reggimento autonomo costiero di Nuoro (Col. Emilio Cianciolo). Dipendevano inoltre dal generale Basso anche i comandi della regia marina a La Maddalena (amm. Bruno Brivonesi) e a Cagliari e della regia aeronautica(gen. Umberto Cappa).
Con l'armistizio dell'8 settembre 1943, il generale Fridolin von Senger und Etterlin, comandante delle forze tedesche in Sardegna e Corsica, ricevette ordine dal feldmaresciallo Kesselring di far ripiegare in Corsica i suoi 23.000 militari dislocati in Sardegna. Basso trattò con il comandante della 90. Panzergrenadier-Division, generale Carl Hans Lungershausen, l'evacuazione pacifica delle truppe tedesche dalla Sardegna. La manovra ebbe pieno successo visto che le forze italiane, nonostante gli ordini del comando supremo, non entrarono in azione fino al 12 settembre e, comunque poco mobili, non ostacolarono la manovra di ripiegamento delle forze meccanizzate tedesche che passarono in Corsica entro il 18 settembre con pochi feriti in una scaramuccia nei pressi di Oristano. Un battaglione della divisione paracadutisti Nembo, il XII (magg. Mario Rizzatti), decise di defezionare e passò dalla parte dei tedeschi.
A Torino, luogo di residenza della famiglia Basso, le sue due figlie, alla fine del 1943 vennero incarcerate dai tedeschi, mentre il genero fu deportato in Germania.
Dal 1º novembre del 1943 Basso fu trasferito dall'Esercito Cobelligerante Italiano a Napoli, con l'incarico di comandante della Regione militare campana, ma nell'ottobre 1944, accusato di omessa esecuzione di ordini, proprio in conseguenza del suo comportamento in Sardegna in occasione dell'armistizio, fu destituito e arrestato.  

### Nel dopoguerra
Nel giugno 1946, a guerra conclusa, davanti al Tribunale Militare Territoriale di Roma, dovette rispondere del reato di omessa esecuzione di un incarico (art. 100 del Codice Penale Militare di Guerra) "...per non aver eseguito ordini di operazioni, senza giustificato motivo".
Per altri salvò l'isola da una sanguinosa guerra e occupazione tedesca.
Fu assolto, dopo quasi due anni di prigionia il 28 giugno successivo.
Collocato nella riserva il 29 giugno 1946 ed in congedo assoluto il 27 giugno 1954. Nel 1947 pubblicò, per i tipi Rispoli a Napoli, L'armistizio del settembre 1943 in Sardegna. Si presentò come candidato per il Movimento Nazionalista per la Democrazia Sociale alle Elezioni politiche in Italia del 1948 a Cagliari ma non venne eletto.
Viene insignito della medaglia mauriziana al merito di 10 lustri di carriera militare il 2 febbraio 1956. Muore all'età di 77 anni nell'ottobre del 1958.
Nel 2011 il nipote del generale, Alessandro Basso, anche lui generale (dell'Arma dei Carabinieri, in congedo), promosse una trasmissione su RAI Storia, rubrica R.A.M., dedicata all'opera del nonno in Sardegna nel periodo 1940-43. La città di Cagliari ha intitolato a Basso una piazza nel suo quartiere centrale.